# Doryopteris palmata
Doryopteris palmata là một loài thực vật có mạch trong họ Adiantaceae. Loài này được (Willd.) J. Sm. miêu tả khoa học đầu tiên năm 1841.